# Informatyka społeczna
Informatyka społeczna, także socjoinformatyka – interdyscylinarna dziedzina badań łącząca nauki społeczne i informatyczne. Odnosi się do szeroko rozumianego związku pomiędzy technologiami informatycznymi i światem społecznym. Obejmuje między innymi web mining, reality mining, symulacje społeczeństw i boty społecznościowe. Przedmiotem zainteresowania badaczy jest także z jednej strony wpływ informatycznych technologii komunikacyjnych na zmiany społeczne i psychologiczne wśród osób, które z nich korzystają. Z drugiej strony badany jest wpływ zjawisk społecznych na systemy informatyczne, między innymi komunikatory, serwisy społecznościowe. Jedna z pierwszych definicji została stworzona przez Roba Klinga, założyciela Center for Social Informatics:
Informatyka społeczna odnosi się do badania społecznych aspektów komputeryzacji, a w tym roli technologii informatycznych w zmianach społecznych i organizacyjnych, użytkowania technologii informatycznych w kontekście społecznym i sposobów, w jaki siły i praktyki społeczne wpływają na społeczną organizację pracy przy technologiach informacyjnych.
Informatykę społeczną można rozumieć jako interdyscyplinarny obszar badań na przecięciu nauk społecznych i informatycznych. Dziedzina ta zajmuje się badaniem:
- w jaki sposób systemy informatyczne mogą wspierać realizację celów społecznych (takich jak transparentność, sprawiedliwość, rozwój, współpraca),
- jak mechanizmy społeczne mogą poprawiać funkcjonowanie systemów informacyjnych,
- jak odkrywać i pozyskiwać dane pozostawiane w systemach informacyjnych, na podstawie których można badać zjawiska i procesy społeczne,
- społeczeństw i zjawisk społecznych.

Przykładem realizacji celów społecznych może być zapewnianie sprawiedliwości użytkownikom aplikacji peer-to-peer, lub poprawa efektywności współpracy przy wykorzystaniu informatycznych narzędzi pracy grupowej. Przykładem zastosowania mechanizmów społecznych może być zarządzanie zaufaniem i systemy reputacyjne, stosowane między innymi w aukcjach internetowych. Przykładem odkrywania danych jest analiza trendów popularności partii politycznych na podstawie opinii pozostawianych w Internecie.
Informatyka społeczna jest także dziedziną nauk społecznych, jak socjologia i psychologia Internetu. W dziedzinie nauk społecznych udostępnienie dużej ilości danych behawioralnych na temat zachowań społecznych może stanowić rewolucję metodologiczną określaną mianem Computational Social Science.
Jest wiele przykładów praktycznych systemów informacyjnych, które mogą stanowić przedmiot badań informatyki społecznej. Najszerzej wykorzystywane są systemy informacyjne działające za pomocą technologii internetowych, szczególnie technologii Web 2.0, a także systemy e-commerce. Jednakże Internet to nie tylko WWW, lecz także komunikatory, poczta elektroniczna i inne.
Zastosowania Internetu są tak powszechne, że można zacząć mówić o tym, że mają wpływ nie tylko na indywidualnych ludzi, ale na relacje i procesy zachodzące w społecznościach ludzkich. Popularność Internetu powoduje także tworzenie olbrzymiej ilości danych o zainteresowaniach, opiniach, czynnościach i innych aspektach życia ludzi w społeczeństwie. Tę obserwację można sformułować krótko: Internet stał się sensorem społeczeństwa.
W celu systematycznego opisu badań prowadzonych przez informatykę społeczną warto wprowadzić termin systemu informatycznego, rozumianego jako cyfrowo zapisane informacje i procesy przetwarzania tych informacji, oraz systemu społecznego, rozumianego jako zbiorowość ludzka oraz zachodzące w niej procesy społeczne. Relacje pomiędzy systemem społecznym i systemem informacyjnym (obejmującym Internet) są złożone i bogate. Aby ułatwić i usystematyzować dyskusję z punktu widzenia informatyki społecznej, można skupić się na relacjach, które tworzą (produkują) lub wykorzystują (konsumują) informację. W tym kontekście, relacje pomiędzy systemem informacyjnym i społecznym mogą zostać zobrazowane w następujący sposób:
Poprzez procesy produkowania i konsumpcji informacji, system informacyjny odczuwa i wpływa na system społeczny. Dzięki odczuwaniu, system informacyjny jest modyfikowany i wzbogacany przez system społeczny. Należy tu wspomnieć, że istnieje też inna, istotna relacja pomiędzy systemem społecznym a systemem informacyjnym, która wpływa na wydajność systemu informacyjnego. Jest to relacja wpływu struktury, procesów i dynamiki systemu społecznego na wydajność algorytmów i protokołów systemu informacyjnego. Nazwijmy ją krótko relacją wpływu społecznego. Nie jest to jednak relacja produkcji lub wytwarzania informacji, taka jak wpływanie przez system informacyjny na system społeczny.
Poprzez wpływanie, system informacyjny modyfikuje system społeczny. Informatyka społeczna zajmuje się badaniem i poprawą działania relacji odczuwania i wpływania. Jednym z jej największych wyzwań jest zrozumienie dynamiki związków pomiędzy systemem informacyjnym a systemem społecznym, polegających na sprzężeniu zwrotnym odczuwania i wpływu.

Relacje produkcji i konsumpcji informacji pomiędzy systemem społecznym i informacyjnym

## Dziedziny
Informatyka społeczna jest z założenia dziedziną interdyscyplinarną, łącząc przedstawicieli takich dziedzin, jak informatyka, socjologia, psychologia, ekonomia, antropologia kulturowa, antropologia społeczna, etologia, politologia i przedstawicieli świata sztuki.

### Web mining
Web mining jest dziedziną stosującą techniki eksploracji danych do analizy informacji pozyskanych z sieci WWW. Jest to zatem dziedzina wykorzystująca relację odczuwania systemu społecznego przez system informacyjny.
Można podać wiele przykładów, jak relacja odczuwania jest wykorzystywana przez Web mining. W sieci WWW, codziennie tworzonych jest setki lub tysiące nowych blogów. Blogi są źródłem danych używanych przez socjologów, specjalistów od marketingu, a także politologów. Innym przykładem relacji odczuwania są sieci społeczne takie jak LinkedIn, reprezentujące relacje społeczne pomiędzy swoimi użytkownikami. Usługi i portale oparte na sieciach społecznych, takie jak Facebook lub nk.pl, są także przykładem bardzo silnego sprzężenia zwrotnego pomiędzy systemem informacyjnym i społecznym. Usługi te mają bowiem wyraźny wpływ na zachowanie społeczności ludzkich, są też źródłem informacji o dużym potencjale gospodarczym. Tak silne sprzężenie zwrotne demonstruje istotność badań informatyki społecznej. O ile systemy te były przedmiotem wielu badań w naukach społecznych, mających na celu zrozumienie procesów społecznych dzięki informacjom odczuwanym przez system informacyjny, to mało jest badań mających na celu poprawę relacji odczuwania oraz wpływu lub analizy ich współzależności.
W ramach web miningu występują takie zainteresowania jak:
- analiza topologii Internetu, WWW i p2p
- analiza dyfuzji informacji (rozprzestrzenianie plotek, innowacji etc)
- automatyczna analiza treści
- analiza emocji (sentymentów)

### Reality Mining
Reality mining to dziedzina zajmująca się analizą (modelowaniem, przewidywaniem) zjawisk społecznych przy pomocy elektronicznych technologii analitycznych i technologii komunikacyjnych codziennego użytku (takich jak telefony komórkowe, komputery etc). Pionierskie badanie w tej dziedzinie zostało przeprowadzone w MIT Media Lab, w ramach którego analizowane były wzory zachowań użytkowników telefonów komórkowych połączonych siecią Bluetooth.

### Symulacje społeczeństw
Symulacja społeczeństw (ang. social simulation) jest dziedziną badań koncentrującą się na zastosowaniu metod obliczeniowych informatyki do poszukiwania odpowiedzi na problemy podnoszone przez nauki społeczne. Formalne podejścia takie jak systemy wieloagentowe czy automaty komórkowe używane są do wyjaśniania zjawisk m.in. z socjologii, ekonomii, politologii, antropologii, geografii czy lingwistyki. Naukowcy zajmujący się symulacjami społeczeństw koncentrują się na modelowaniu lokalnych zjawisk występujących pomiędzy pojedynczymi agentami w przekonaniu, że złożone efekty widoczne na poziomie makro powstają właśnie dzięki takim lokalnym interakcjom metodą „bottom up”.
Robert Axlerod postuluje, że symulacje społeczeństw są nowym, trzecim, paradygmatem uprawiania nauki. Jako wynik działania modelu społeczeństwa powstają dane, które mogą być analizowane, a dzięki możliwości wielokrotnego powtarzania eksperymentów dla różnorodnych parametrów odpowiedzi na pytania o pochodzenie złożonych efektów społecznych czy ewolucyjnych mogą być identyfikowane. Gorącą dyskusję wśród naukowców wzbudza pytanie, czy wnioski wyciągnięte na podstawie modelu społeczeństwa mają jakiekolwiek odniesienie do rzeczywistego społeczeństwa.
Najnowsze wyniki badań i żywą dyskusję epistemologiczną można znaleźć w Journal of Artificial Society and Social Simulation.

### Udoskonalanie aplikacji społecznościowych (Web 2.0)
W informatyce społecznej ważna jest jednak także poprawa, a nie tylko wykorzystanie relacji odczuwania. Poprzez projektowanie i wdrażanie innowacyjnych serwisów Web 2.0 lub innych aplikacji Internetowych (na przykład, komunikatorów społecznościowych), lepiej dostosowanych do potrzeb społecznych, oraz gromadzących nowe rodzaje danych, system informacyjny może pozyskać nowe informacje od systemu społecznego. Inną możliwością poprawy relacji odczuwania jest wynalezienie nowych sposobów odkrywania informacji o zjawiskach społecznych w Internecie.
Jednym z największych wyzwań informatyki społecznej jest pytanie zadane przez Tima Bernersa Lee. Programiści Internetowi utworzyli wiele aplikacji i portali Web 2.0, z których niektóre zyskały licznych użytkowników. Kiedy taka aplikacja jest tworzona, może być testowana tylko w skali mikro. Kiedy zostanie zaimplementowana, wdrożona i stanie się popularna, zaczyna działać w skali makro, i ujawnia własności, które nie mogły zostać przewidziane i zrozumiane w czasie jej projektowania i testowania. Te własności są wynikiem procesów społecznych. Jest to rezultat relacji wpływu społecznego, o której była mowa wcześniej. Pytanie brzmi: czy możemy zanalizować i przewidzieć te własności systemu informacyjnego (aplikacji Web 2.0), zanim zostanie on wdrożony, i czy możemy wykorzystać tę wiedzę do poprawy projektów aplikacji Web 2.0? Pytanie to ma ogromne znaczenie w praktyce. Wyobraźmy sobie na przykład serwis aukcyjny, który chce zmodyfikować swój system reputacyjny (służący na przykład do pomocy użytkownikom w podejmowaniu decyzji, czy kupować u określonego sprzedającego). Czy można przewidzieć, jak taka zmiana wpłynie na zachowanie społeczne, i jak będzie odczuwane nowe zachowanie społeczne? Wynikiem zmian w zachowaniach społecznych mogą może być po prostu spadek przychodów serwisu aukcyjnego. Modele systemu społecznego, opracowane w wyniku analizy relacji odczuwania i wpływania, mogą także być wykorzystane do analizy i predykcji relacji wpływu społecznego.

### Udoskonalanie aplikacji peer-to-peer (P2P)
Aplikacje dzielenia plików P2P były z początku projektowane bez uwzględnienia efektów społecznych. Szybko okazało się jednak, że zjawiska społeczne i zachowania ludzkie mogą mieć duży wpływ na ich wydajność. Wydajność aplikacji P2P zależy od ilości zasobów, udostępnianych przez jej użytkowników. Wielu użytkowników jednak woli korzystać z zasobów innych, nie udostępniając nic w zamian. Są oni określani terminem freeriders (pasażerów na gapę). Istnienie znaczącej ilości takich użytkowników wpływa na wydajność każdej aplikacji P2P. Protokoły dzielenia plików P2P ewoluowały, próbując poradzić sobie z tym problemem. Pierwszym krokiem było wprowadzenie modelu samolubnego użytkownika, co zaowocowało rozwinięciem protokołu Bittorrent wraz z algorytmem choke-unchoke (opartym na strategii Wet-za-wet, opracowanej dla iterowanego dylematu więźnia). Obecnie uznaje się, że model samolubnego użytkownika jest zbytnim uproszczeniem, powodującym nadmierne ograniczenie możliwości aplikacji P2P. Kolejnym krokiem jest przyjęcie modelu użytkowników zdolnych do ograniczonej współpracy (ze znajomymi w sieci społecznej). Projekt Tribler podjął próbę rozwinięcia protokołu Bittorrent w celu umożliwienia takiej współpracy.
Przykład aplikacji P2P dobrze ilustruje relację wpływu społecznego, wywieranego przez system społeczny na system informacyjny. Zachowania społeczne użytkowników aplikacji P2P, takie jak współpraca lub egoizm, mają wpływ na wydajność całego systemu. Relacja wpływu społecznego dotyczy jednak nie tylko wydajności, ale także jakości lub bezpieczeństwa systemu informacyjnego.

### Ochrona informacji i socjotechnika
Innym przykładem relacji wpływu społecznego jest efekt wywierany przez zachowania użytkowników na bezpieczeństwo systemów informacyjnych. Popularnie określane jako socjotechnika, strategie adwersarzy dążących do obejścia zabezpieczeń systemu informacyjnego często wykorzystują zjawiska społeczne i zachowania ludzkie. Efekty zachowań społecznych są brane pod uwagę w badaniach dotyczących ochrony informacji, choć z perspektywy tych badań system społeczny jest traktowany jako część systemu informatycznego.

### Estetyka nowych mediów
Estetyka nowych mediów (sztuka nowych mediów) jest gałęzią sztuki, w której wykorzystuje się technologie informatyczne do tworzenia dzieł sztuki. Według Lva Manovicha nowe podejście w tej dziedzinie polega na wykorzystaniu technik analizowania i przedstawiania danych, które stały się codziennością w matematyce i przetwarzaniu danych (wizualizacja danych, przetwarzanie obrazu etc) do analizowania obiektów kulturowych. Projekty związane z tą dziedziną skupiają się na literaturze, malarstwie, rzeźbie i przedmiotach codziennego użytku, Culture Vis.

### Społeczeństwo informacyjne
Osią rozważań dot. zmiany społecznej spowodowanej nowymi technologiami jest pojęcie informacji i blisko z nim związane pojęcie wiedzy. Jako jeden z pierwszych, dostrzegł to zjawisko Fritz Machlup opisujący zjawisko produkcji i dystrybucji wiedzy. Daniel Bell uznał, że informacja stała się podstawą wytworzenia się nowego sektora informacyjnego – centralnego elementu społeczeństwa postinformacyjnego. Informacja zaczęła być postrzegana jako podstawowa wartość ekonomiczna, którą można produkować, sprzedawać, obracać i oferować zorientowane wokół niej usługi. Dlatego też centralnym pojęciem opisującym to zjawisko jest społeczeństwo informacyjne, stworzone przez Tadao Umesao. Według Bella społeczeństwo informacyjne cechuje:
- dominacja sektora usług w gospodarce oraz rozwój sektora czwartego (finanse, ubezpieczenia itp.) i piątego (edukacja, zdrowie, nauka);
- dominacja specjalistów i naukowców w strukturze zawodowej;
- centralne znaczenie wiedzy teoretycznej jako źródła innowacji;
- wprowadzenie społecznej kontroli rozwoju techniki;
- tworzenie „technologii intelektualnych” jako podstawy podejmowania decyzji politycznych i społecznych.

Tomasz Goban-Klas dodaje, że społeczeństwa informacyjnego nie sposób rozważać bez uwzględnienia środków do korzystania z informacji, czyli szeroko rozumianych mediów. Leszek Porębski zauważa, że pojęcie to bywa rozumiane na sposób opisowy lub postulatywny. Związany z tym problem dot. wskaźników społeczeństwa informacyjnego. Autor ten, przywołując ich różne przykłady, zwraca uwagę, że koncentrują się one, przede wszystkim, na kwestiach gospodarczych, takich jak udział rynku w produkcji technologii informacyjnych lub dostępność informacji. W ten sposób mierzone, społeczeństwo informacyjne staje się określonym modelem gospodarki, a nie form uspołecznienia. W omawianym pojęciu tkwi założenie, iż zapewnienie dostępu do technologii informacyjnych i w konsekwencji, do informacji, jest warunkiem wystarczającym do osiągnięcia sukcesu w społeczeństwie informacyjnym.
Czym jest ten sukces? W oficjalnej strategii informatyzacji Polski na lata 2004–2006 (ePolska) wymienione są trzy podstawowe obszary kluczowe dla rodzimej realizacji społeczeństwa informacyjnego: zapewnienie powszechnego dostępu do Internetu, stworzenie szerokich i wartościowych treści i usług i edukację informatyczną, których celem jest osiągnięcie następujących korzyści jakościowych:
- zadowolenie obywateli z lepszego dostępu do tradycyjnych usług;
- możliwość świadczenia i korzystania z nowych usług;
- możliwość zdobywania wiedzy i podnoszenia kwalifikacji – rozwoju osobowego, niezależnie od pochodzenia społecznego i geograficznego;
- udział w życiu społecznym i politycznym, eliminowanie podziału społecznego, a nawet renesans demokracji bezpośredniej.

## Przyszłość
Informatyka społeczna, obok zastosowań praktycznych i estetycznych, prawdopodobnie będzie się rozwijać w kierunku analizy sprzężenia zwrotnego wzajemnego oddziaływania systemów społecznych i informatycznych.

## Ośrodki naukowe
- Rob Kling Center for Social Informatics na Indiana University
- Wydział Nauk Społecznych w Univerza v Ljubljani
- Reality Mining w Massachusetts Institute of Technology
- Web Science University of Southampton
- Społeczna Psychologia Internetu i Komunikacji w Szkole Wyższej Psychologii Społecznej
- Informatyka społeczna w Polsko-Japońskiej Wyższej Szkole Technik Komputerowych
- Informatyka społeczna w Akademii Górniczo-Hutniczej im. Stanisława Staszica w Krakowie
- Socjologia gospodarki i Internetu w Katolickim Uniwersytecie Lubelskim Jana Pawła II